# Испытание свадьбой
«Испытание свадьбой» (англ. Jumping the Broom) — романтическая кинокомедия. 6 мая 2011 года компания TriStar Pictures начала распространение фильма в США, а 9 августа 2011 года вышел в свет фильм на DVD и Blu-ray носителях.
Название фильма Jumping the Broom дословно с английского означает Прыгая через метлу, которое возводится к афроамериканской традиции: перепрыгнуть через церемониальную метлу жениху и невесте после женитьбы.

## Сюжет
У любви бывает множество испытаний. Свадьба — первый день новой семейной жизни для любящих друг друга людей, но именно она становится первым камнем преткновения для влюблённых Сабрины (Пола Пэттон) и Джэйсона (Лаз Алонзо). Они планируют сыграть свадьбу столь молниеносно, вопреки тому что невеста даже не знакома с мамой жениха — Пэм (Лоретта Дивайн). Конфликт возникает на фоне противостояния классов: богатых и бедных, к которым восходят семьи соответственно невесты (Уотсоны) и жениха (Тейлоры).

## Роли исполняли
- Пола Пэттон — Сабрина Уотсон
- Лас Алонсо — Джэйсон Тейлор
- Анджела Бассетт — Клодин Уотсон, мама Сабрины
- Лоретта Дивайн — Пэм Тейлор, мама Джэйсона
- Миган Гуд — Блайт, подруга Сабрины
- Tasha Smith — Шонда, подруга Пэм
- Майк Эппс — Уилли Эрл Тейлор, дядя Джэйсона
- DeRay Davis — Малколм, кузен Джэйсона
- Pooch Hall — Рикки, шафер (свидетель жениха) Джэйсона
- Valarie Pettiford — тётя Женева
- Teairra Monroe — Килси
- Gary Dourdan — шеф-повар McKenna
- Джули Боуэн — Эми, администратор свадьбы
- Romeo Miller — Себастьян, кузен Сабрины
- Aija Terauda — актриса
- Brian Stokes Mitchell — Грэг Уотсон, отец Сабрины
- Т.Д. Джейкс — Его преподобие Джеймс
- Tenika Davis — Лоурэн

## Награды и номинации
- Black Reel Awards[3]
  - Best Picture, номинирован
  - Best Actor (Лаз Алонзо), номинирован
  - Best Supporting Actress (Анджела Бассетт), номинирован
  - Best Ensemble, номинирован
  - Best Director (Салим Акил), номинирован
  - Best Screenaplay (Elizabeth Hunter & Arlene Gibbs), номинирован

- NAACP Image Awards[4]
  - Outstanding Motion Picture, номинирован
  - Oustanding Actor in a Motion Picture (Лаз Алонзо), победил
  - Outstanding Actress in a Motion Picture (Пола Пэттон), номинирован
  - Outstanding Supporting Actor in a Motion Picture (Майк Эппс), победил

## Саундтреки
1. Love Fell On Me (Jason & Sabrina’s Theme) — Shelea Frazier
2. La vie en rose — Louis Armstrong (Луи Армстронг)
3. Simply Beautiful — Al Green (Эл Грин)
4. How Can You Love Me (Proposal Version) — El DeBarge
5. Magic — Robin Thicke
6. Mr. Forever — JoiStaRR
7. Bridge Over Troubled Water — Aretha Franklin (Арета Франклин)
8. Overnight — Gonzales (Гонсалес)
9. Cupid Shuffle (JTB Remix) — Cupid
10. The Makings of You — Curtis Mayfield (Кёртис Мэйфилд)
11. Wedding Preparations — Ed Shearmur (Эдвард Шермур)
12. You Worry Too Much — Ed Shearmur
13. A Ladder At the Window — Ed Shearmur
14. A Little Tease — Ed Shearmur
15. A Walk On the Beach — Ed Shearmur
16. Biscuits and Gravy — Ed Shearmur
17. Family Ties — Ed Shearmur
18. Mocha — Ed Shearmur
19. Meeting the Taylors — Ed Shearmur
20. Kitchen Encounter — Ed Shearmur
21. Bad Timing — Ed Shearmur
22. Strike Three — Ed Shearmur
23. Mr. Watson’s Toast — Ed Shearmur
24. A Secret Overhead — Ed Shearmur
25. Hot In the Kitchen — Ed Shearmur
26. Pre Wedding Jitters — Ed Shearmur
27. Oysters — Ed Shearmur
28. Sabrina Learns the Truth — Ed Shearmur
29. The Aftermath — Ed Shearmur
30. Jason On the Bridge — Ed Shearmur
31. Sabrina On the Run — Ed Shearmur
32. Jumping the Broom — Ed Shearmur
33. Kiss and Make Up — Ed Shearmur